# Центральный Авейль
Центральный Авейль это административно-территориальная единица в составе Северного Бахр-эль-Газаль, Южного Судана.

## Население
На момент 2008 года в Центральном Авейле проживало: 22,199 тыс. (53,1%) мужчин и 19,628 тыс. (46,9%) женщин.